# Juga silicula
Juga silicula är en snäckart som först beskrevs av Gould 1847.  Juga silicula ingår i släktet Juga och familjen Pleuroceridae.

## Underarter
Arten delas in i följande underarter:
- J. s. silicula
- J. s. rudens